# Хайсс, Стелла
Сте́лла Хайсс (нем. Stella Heiß, Stella Heiss; род. 15 января 1993, Кёльн, Северный Рейн-Вестфалия) — немецкая кёрлингистка.
В составе женской сборной Германии участник зимних Олимпийских играх 2010 года, в свои на тот момент 17 лет стала самой молодой спортсменкой на этой Олимпиаде; чемпионка мира (2010), чемпионка Европы (2009). Чемпионка Германии среди женщин.
В «классическом» кёрлинге (команда из четырёх человек одного пола) играла в основном на позициях первого и второго.

## Достижения
- Чемпионат мира по кёрлингу среди женщин: золото (2010).
- Чемпионат Европы по кёрлингу: золото (2009).
- Чемпионат Германии по кёрлингу среди женщин: золото (2009, 2010, 2011, 2012, 2013, 2014), бронза (2015).
- Чемпионат Германии по кёрлингу среди смешанных команд: бронза (2008).
- Чемпионат Германии по кёрлингу среди юниоров: бронза (2008).

## Команды
| Сезон   | Четвёртый       | Третий           | Второй            | Первый            | Запасной                                                           | Турниры                                           |
| ------- | --------------- | ---------------- | ----------------- | ----------------- | ------------------------------------------------------------------ | ------------------------------------------------- |
| 2008—09 | Андреа Шёпп     | Моника Вагнер    | Мелани Робиллард  | Стелла Хайсс      | Кристина Халлер (ЧЕ) тренер: Райнер Шёпп                           | ЧЕ 2008 (4 место) ЧМ 2009 (6 место)               |
| 2009—10 | Андреа Шёпп     | Мелани Робиллард | Моника Вагнер     | Коринна Шольц     | Стелла Хайсс тренер: Райнер Шёпп                                   | ЧЕ 2009                                           |
| 2009—10 | Андреа Шёпп     | Моника Вагнер    | Мелани Робиллард  | Стелла Хайсс      | Коринна Шольц тренеры: Райнер Шёпп (ЧМ, ЗОИ), Оливер Аксник (ЗОИ)  | ЗОИ 2010 (6 место) · ЧМ 2010                      |
| 2010—11 | Андреа Шёпп     | Имоген Леман     | Моника Вагнер     | Стелла Хайсс      | Коринна Шольц тренер: Райнер Шёпп                                  | ЧЕ 2010 (7 место)                                 |
| 2010—11 | Андреа Шёпп     | Имоген Леман     | Коринна Шольц     | Моника Вагнер     | Стелла Хайсс тренер: Штефан Карнусян                               | ЧГЖ 2011 · ЧМ 2011 (8 место)                      |
| 2011—12 | Андреа Шёпп     | Имоген Леман     | Коринна Шольц     | Стелла Хайсс      | Моника Вагнер тренер: Райнер Шёпп                                  | ЧЕ 2011 (5 место)                                 |
| 2011—12 | Имоген Леман    | Мелани Робиллард | Коринна Шольц     | Стелла Хайсс      | Моника Вагнер (ЧМ) тренер: Томас Липс (ЧМ)                         | ЧГЖ 2012 · ЧМ 2012 (7 место)                      |
| 2012—13 | Андреа Шёпп     | Имоген Леман     | Коринна Шольц     | Стелла Хайсс      | Николь Мускатевиц тренеры: Райнер Шёпп (ЧЕ, ЧМ) Мартин Байзер (ЧЕ) | ЧЕ 2012 (7 место) · ЧГЖ 2013 · ЧМ 2013 (11 место) |
| 2013—14 | Андреа Шёпп     | Имоген Леман     | Коринна Шольц     | Стелла Хайсс      | Николь Мускатевиц тренер: Райнер Шёпп                              | ЧЕ 2013 (8 место)                                 |
| 2013—14 | Имоген Леман    | Коринна Шольц    | Николь Мускатевиц | Стелла Хайсс      | Клаудия Беер (ЧМ) тренер: Хольгер Хёне                             | ЧГЖ 2014 · ЧМ 2014 (8 место)                      |
| 2014—15 | Имоген Леман    | Коринна Шольц    | Стелла Хайсс      | Николь Мускатевиц |                                                                    | ЧГЖ 2015                                          |
| 2014—15 | Даниэла Дриндль | Аналена Йенч     | Стелла Хайсс      | Пиа-Лиза Шёлль    | Марика Треттин тренер: Томас Липс                                  | ЧМ 2015 (9 место)                                 |
| 2015—16 | Даниэла Дриндль | Аналена Йенч     | Стелла Хайсс      | Пиа-Лиза Шёлль    | Марика Треттин                                                     |                                                   |

(скипы выделены полужирным шрифтом)